# George H. Scithers
Œuvres principales
- Isaac Asimov's Science Fiction Magazine
- Amazing Stories
- Weird Tales

George Harry Scithers, né le 14 mai 1929 et décédé le 19 avril 2010, est un écrivain, éditeur et fan de science-fiction américain. Il est connu sous le pseudonyme de Felix Lance Falkon dans ses travaux érotiques et pornographiques. Il écrit aussi un livre sous le pseudonyme de Karl Würf, To Serve Man: A Cookbook for People. Il est le rédacteur en chef d'Amazing Stories de 1982 à 1986.

## Biographie

### Vie privée
La famille de George H. Scithers sert pendant la guerre de Corée dans les années 1950.
George H. Scithers est membre des Trap Door Spiders qui sert de base au groupe d'Isaac Asimov, les veufs noirs,.
Il réside à King of Prussia en Pennsylvanie puis à Rockville au Maryland. Il décède le 19 avril 2010, deux jours après avoir subi une crise cardiaque.

### Carrière
Il est un membre de longue date de la World Science Fiction Society, ce qui le motive à écrire des nouvelles. Sa première fiction publiée, Faithful Messenger, paraît dans le magazine If en 1969. Cependant, dès 1957, George H. Scithers envoie ses histoires au fanzine Yandro. Deux ans plus tard, il devient rédacteur en chef du fanzine Amra, qui devient lauréat du prix Hugo en 1964 et 1968. Le terme de médiéval fantastique apparaît pour la première fois dans Amra qui devient l'un des principaux partisans du sous-genre.  Plusieurs articles publiés dans Amra sont réimprimés dans deux volumes sur Conan le Barbare que Scithers co-édite avec Lyon Sprague de Camp.
En 1963, Scithers préside la Discon I, c'est-à-dire la 21e Worldcon, tenue à Washington, DC. Par ailleurs, il est un participant régulier des réunions d'affaires de la World Science Fiction Society et rédige un guide sur la gestion des conventions de science-fiction nommé The Con-Committee Chairman's Guide basé sur son expérience à la présidence de la Discon I en 1963.
En 1973, Scithers fond Owlswick Press, une petite maison d'édition indépendante qui publiera son livre To Serve Man: A Cookbook for People en 1976. En 1977, il est nommé rédacteur en chef d'Asimov's Science Fiction. Il reste à ce poste jusqu'en 1982 et a remporte deux autres prix Hugo pour son travail. Après avoir quitté la rédaction du magazine, Scithers prend la direction d'Amazing Stories et édite ce magazine jusqu'en 1986. En 1988, il fait renaître Weird Tales avec John Gregory Betancourt et Darrell Schweitzer. C'est ce même magazine qui a fait connaître Conan le Barbare. En 1992, Scithers et Schweitzer remportent un World Fantasy Award pour leur travail sur Weird Tales.
En 2001, Scithers est invité d'honneur à la Millennium Philcon. En 2002, lors de la World Fantasy Convention à Minneapolis, Scithers et Forrest J. Ackerman remportent les World Fantasy Lifetime Achievement Awards.
En tant qu'éditeur émérite de Weird Tales, il donne une conférence à la Bibliothèque du Congrès en 2008. En 2008, Wildside Press publie son livre le plus récent, Cat Tales 2: Fantastic Feline Fiction.

## Œuvres

### Anthologie
- (en) Astronauts and Androids: Asimov's Choice, 1977
- (en) Black Holes and Bug-eyed Monsters: Asimov's Choice, 1977
- (en) Comets and Computers: Asimov's Choice, 1978
- (en) Dark Stars and Dragons: Asimov's Choice, 1978
- (en) Extraterrestrials and Eclipses: Asimov's Choice, 1978
- (en) Isaac Asimov's Masters of Science Fiction, 1978
- (en) Isaac Asimov's Adventures of Science Fiction, 1980
- (en) Isaac Asimov's Marvels of Science Fiction, 1979
- (en) Isaac Asimov's Worlds of Science Fiction, 1980
- (en) Isaac Asimov's Near Futures and Far, 1981
- (en) Tales from the Spaceport Bar, 1986
- (en) Another Round at the Spaceport Bar, 1989
- (en) Cat Tales: Fantastic Feline Fiction, 2007
- (en) Cat Tales 2: Fantastic Feline Fiction, 2008

### Non-fiction
- (en) Con-Committee Chairman's Guide, 1965
- (en) The Conan Swordbook, 1969
- (en) The Conan Grimoire, 1972
- (en) To Serve Man: A Cookbook for People, 1976
- (en) On Writing Science Fiction (The Editors Strike Back!), 1981

### Œuvres érotiques ou pornographiques
- (en) Hung in Space, 1969
- (en) Nine Easy Pieces, 1971
- (en) Gay Art: A Historic Collection, 1972